# 5mm Remington Rimfire Magnum

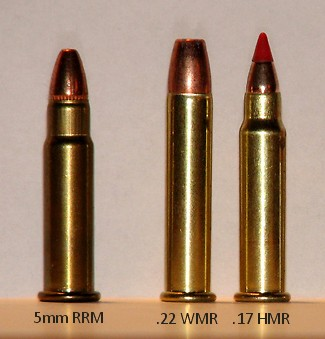
Um 5mm RRM (esquerda), .22 WMR (centro) e .17 HMR (direita)

O 5mm Remington Rimfire Magnum ou 5mm RFM é um cartucho rimfire com "pescoço" introduzido pela Remington Arms Company em 1969. A Remington o encaixou em um par de rifles de ferrolho, os "Model" 591 e 592, mas a munição nunca se tornou muito popular , e os rifles foram descontinuados em 1974. Cerca de 52.000 rifles e 30.000 canos para a pistola T/C Contender foram vendidos durante sua breve produção. A Remington descontinuou o cartucho em 1982, deixando os proprietários sem fonte de munição.
Em 2008, o cartucho foi reintroduzido pela Aguila Ammunition do México em colaboração com a distribuidora Centurion Ordnance.